# Вирбиця (Плевенська область)
Вирби́ця (болг. Върбица) — село в Плевенській області Болгарії. Входить до складу общини Плевен.

## Населення
За даними перепису населення 2011 року у селі проживали 530 осіб.
Національний склад населення села:
| Національність   | Кількість осіб | Відсоток |
| ---------------- | -------------- | -------- |
| болгари          | 452            | 90,4%    |
| турки            | 32             | 6,4%     |
| цигани           | 11             | 2,2%     |
| Всього відповіли | 500            |          |

Розподіл населення за віком у 2011 році:
Динаміка населення: